# Lamazière-Haute
Cet article possède un paronyme, voir Lamazière.
Lamazière-Haute est une commune française située dans le département de la Corrèze en région Nouvelle-Aquitaine.

## Géographie
Commune située dans le Massif central au nord-est d'Ussel elle est arrosée par le ruisseau de la Barricade qui y prend sa source. C'est une commune limitrophe avec le département de la Creuse

### Climat
Pour des articles plus généraux, voir Climat de la Nouvelle-Aquitaine et Climat de la Corrèze.
Historiquement, la commune est exposée à un climat montagnard.  
En 2020, Météo-France publie une typologie des climats de la France métropolitaine dans laquelle la commune est exposée à un climat de montagne et est dans la région climatique  Ouest et nord-ouest du Massif Central, caractérisée par une pluviométrie annuelle de 900 à 1 500 mm, maximale en automne et en hiver.
Pour la période 1971-2000, la température annuelle moyenne est de 8,6 °C, avec  une amplitude thermique annuelle de 14,8 °C. Le cumul annuel moyen de précipitations est de 1 170 mm, avec 13,1 jours de précipitations en janvier et 8,4 jours en juillet. Pour la période 1991-2020, la température moyenne annuelle observée sur la station météorologique la plus proche, située sur la commune de La Courtine à 11 km à vol d'oiseau, est de 9,3 °C et le cumul annuel moyen de précipitations est de 1 092,6 mm,. Pour l'avenir, les paramètres climatiques de la commune estimés pour 2050 selon différents scénarios d’émission de gaz à effet de serre sont consultables sur un site dédié publié par Météo-France en novembre 2022.

## Urbanisme

### Typologie
Au 1er janvier 2024, Lamazière-Haute est catégorisée commune rurale à habitat très dispersé, selon la nouvelle grille communale de densité à 7 niveaux définie par l'Insee en 2022.
Elle est située hors unité urbaine et hors attraction des villes,.

### Occupation des sols
L'occupation des sols de la commune, telle qu'elle ressort de la base de données européenne d’occupation biophysique des sols Corine Land Cover (CLC), est marquée par l'importance des forêts et milieux semi-naturels (51,4 % en 2018), en diminution par rapport à 1990 (55,7 %). La répartition détaillée en 2018 est la suivante : 
forêts (45,9 %), prairies (32,6 %), zones agricoles hétérogènes (16 %), milieux à végétation arbustive et/ou herbacée (5,5 %).
L'évolution de l’occupation des sols de la commune et de ses infrastructures peut être observée sur les différentes représentations cartographiques du territoire : la carte de Cassini (XVIIIe siècle), la carte d'état-major (1820-1866) et les cartes ou photos aériennes de l'IGN pour la période actuelle (1950 à aujourd'hui).

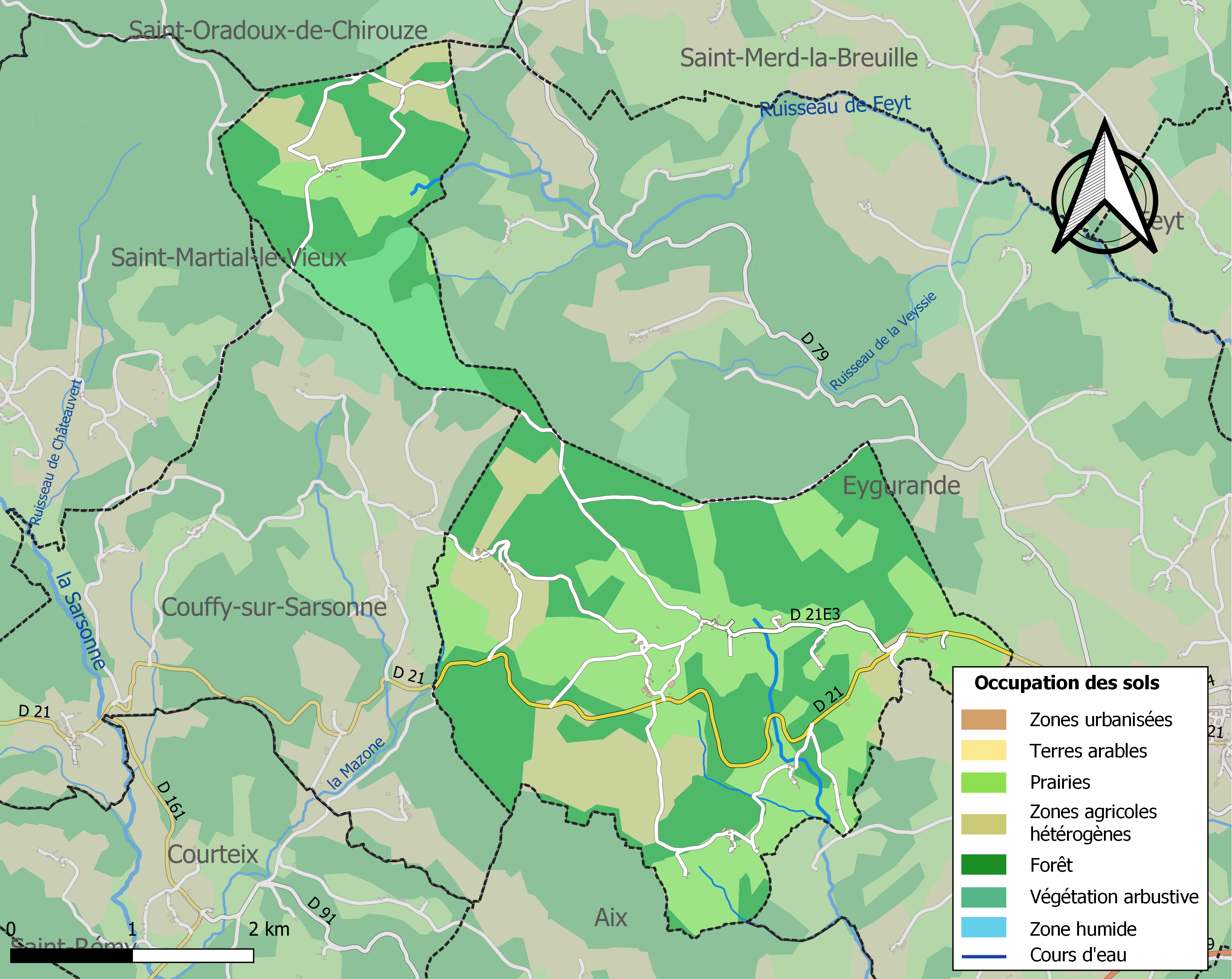
Carte des infrastructures et de l'occupation des sols de la commune en 2018 (CLC).

### Risques majeurs
Le territoire de la commune de Lamazière-Haute est vulnérable à différents aléas naturels : météorologiques (tempête, orage, neige, grand froid, canicule ou sécheresse), feux de forêts et séisme (sismicité très faible). Il est également exposé à un risque particulier : le risque de radon. Un site publié par le BRGM permet d'évaluer simplement et rapidement les risques d'un bien localisé soit par son adresse soit par le numéro de sa parcelle.

#### Risques naturels

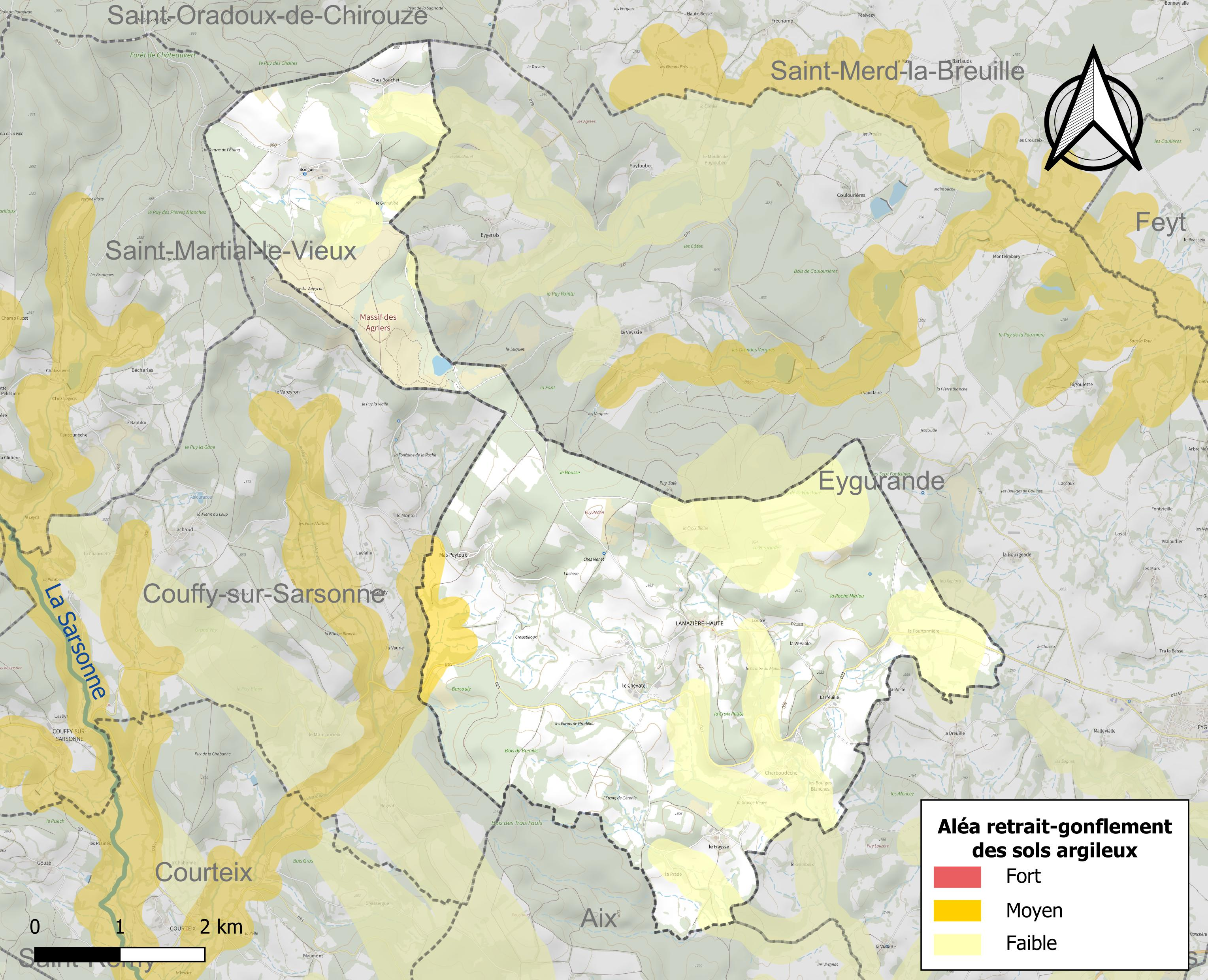
Carte des zones d'aléa retrait-gonflement des sols argileux de Lamazière-Haute.

Le retrait-gonflement des sols argileux est susceptible d'engendrer des dommages importants aux bâtiments en cas d’alternance de périodes de sécheresse et de pluie. 2,1 % de la superficie communale est en aléa moyen ou fort (26,8 % au niveau départemental et 48,5 % au niveau national). Sur les 51 bâtiments dénombrés sur la commune en 2019,  aucun n'est en aléa moyen ou fort, à comparer aux 36 % au niveau départemental et 54 % au niveau national. Une cartographie de l'exposition du territoire national au retrait gonflement des sols argileux est disponible sur le site du BRGM,.
Concernant les feux de forêt, aucun plan de prévention des risques incendie de forêt (PPRIF) n’a été établi en Corrèze, néanmoins le code de l’urbanisme impose la prise en compte des risques dans les documents d’urbanisme. Le périmètre des servitudes d'utilité publique et des zones d'obligation légale de débroussaillement pour les particuliers est quant à lui défini pour la commune dans une carte dédiée. 

#### Risque particulier
Dans plusieurs parties du territoire national, le radon, accumulé dans certains logements ou autres locaux, peut constituer une source significative d’exposition de la population aux rayonnements ionisants. Certaines communes du département sont concernées par le risque radon à un niveau plus ou moins élevé. Selon la classification de 2018, la commune de Lamazière-Haute est classée en zone 3, à savoir zone à potentiel radon significatif. 

## Politique et administration
| Période                                  | Période  | Identité                 | Étiquette | Qualité                                                    |
| ---------------------------------------- | -------- | ------------------------ | --------- | ---------------------------------------------------------- |
| 1790                                     | 1793     | A.-l. Pélissière         |           |                                                            |
| 1793                                     | 1795     | F. Troubady              |           |                                                            |
| 1795                                     | 1799     | J.-b. Goullet            |           |                                                            |
| 1799                                     | 1808     | A.-l. Pélissière         |           |                                                            |
| 1808                                     | 1811     | J.-b. Goullet            |           |                                                            |
| 1811                                     | 1813     | A.-l. Pélissière         |           |                                                            |
| 1813                                     | 1837     | Antoine Marie Pélissière |           | Conseiller général du canton d'Eygurande (1842-1858)       |
| 1837                                     | 1860     | P. Dubois                |           |                                                            |
| 1860                                     | 1870     | P.-v. Serve              |           |                                                            |
| 1870                                     | 1874     | L. Pellissiere           |           |                                                            |
| 1874                                     | 1888     | P.-v. Serve              |           |                                                            |
| 1888                                     |          | J.-b. Jarasse            |           |                                                            |
|                                          |          |                          |           |                                                            |
|                                          |          | Jean-Baptiste Lepeytre   |           | Conseiller départemental du canton d'Eygurande (1942-1945) |
|                                          |          |                          |           |                                                            |
| mars 2001                                | En cours | Jean-François Michon     | SE        | Agriculteur                                                |
| Les données manquantes sont à compléter. |          |                          |           |                                                            |

## Démographie
| 1793 | 1800 | 1806 | 1821 | 1831 | 1836 | 1841 | 1846 | 1851 |
| ---- | ---- | ---- | ---- | ---- | ---- | ---- | ---- | ---- |
| 415  | 425  | 468  | 469  | 501  | 493  | 504  | 497  | 466  |

| 1856 | 1861 | 1866 | 1872 | 1876 | 1881 | 1886 | 1891 | 1896 |
| ---- | ---- | ---- | ---- | ---- | ---- | ---- | ---- | ---- |
| 453  | 438  | 402  | 362  | 400  | 388  | 402  | 372  | 362  |

| 1901 | 1906 | 1911 | 1921 | 1926 | 1931 | 1936 | 1946 | 1954 |
| ---- | ---- | ---- | ---- | ---- | ---- | ---- | ---- | ---- |
| 348  | 306  | 295  | 280  | 221  | 226  | 227  | 192  | 169  |

| 1962 | 1968 | 1975 | 1982 | 1990 | 1999 | 2006 | 2007 | 2012 |
| ---- | ---- | ---- | ---- | ---- | ---- | ---- | ---- | ---- |
| 129  | 126  | 100  | 93   | 82   | 82   | 74   | 73   | 67   |

| 2017 | 2022 | - | - | - | - | - | - | - |
| ---- | ---- | - | - | - | - | - | - | - |
| 67   | 66   | - | - | - | - | - | - | - |

## Lieux et monuments
- Le monument le plus ancien de la commune est le Dolmen de Peyro-Coupeliero, dit aussi Fumade, Peyro-Fado, Pierre Pecoulière, Pierre des Fées, qui se dresse au lieu-dit Fumade. Il est inscrit dans la Base Mérimée des monuments historiques par arrêté du 14 avril 1976, sous la référence : PA00099786.
- Église Sainte-Croix de Lamazière-Haute.

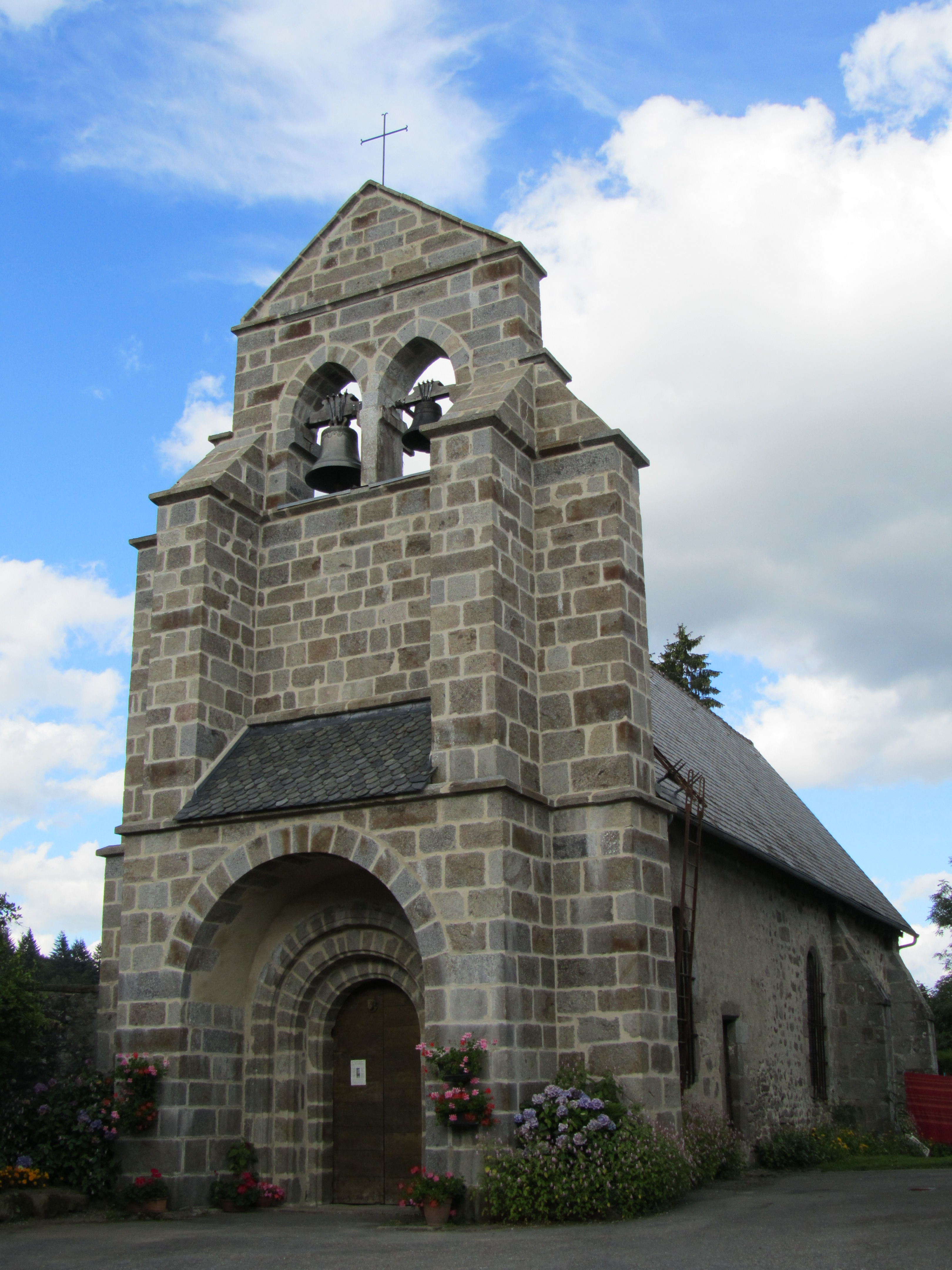
Église paroissiale de l'Exaltation-de-la-Sainte-Croix - Lamazière-Haute.

## Héraldique
| Blason de Lamazière-Haute | Blason  | De gueules à neuf macles d'or ordonnées 3, 3 et 3. |
| Blason de Lamazière-Haute | Détails | Le statut officiel du blason reste à déterminer.   |